# Elecciones judiciales de Bolivia de 2011
Las elecciones judiciales de Bolivia de 2011 se llevaron a cabo el 16 de octubre, siendo la primera vez en un país de América Latina en que sus autoridades judiciales eran elegidas por voto popular.
La votación se realizó para elegir magistrados del Tribunal Supremo de Justicia, el Tribunal Constitucional Plurinacional, el Tribunal Agroambiental y miembros del Consejo de la Magistratura.

## Fecha y convocatoria
La elección estaba originalmente prevista para el 5 de diciembre de 2010, sin embargo el Tribunal Supremo Electoral y la mayoría parlamentaria del Movimiento al Socialismo (MAS) en la Asamblea Legislativa Plurinacional decidieron posponerla para el año siguiente.
Las elecciones fueron convocadas el 13 de mayo de 2011 mediante una resolución del Tribunal Supremo Electoral, generándose también un reglamento para dichos comicios entre lo que se establecía la prohibición de realizar campaña o propaganda electoral a favor de cualquier candidato, destacándose solamente los méritos de cada candidato.
Los votos blancos y nulos ascendieron al 60%  por lo que la legitimidad de los candidatos electos fue cuestionada por la oposición política y distintos sectores sociales.

## Candidatos electos

### Tribunal Constitucional Plurinacional
Gualberto Cusi, Efren Choque, Ligia Velásquez, Mirta Camacho, Ruddy José Flores, Neldy Andrade, y Soraida Chávez. Los miembros suplentes son: Macario Lahor Cortez, Milton Mendoza, Juan Valencia, Blanca Alarcón, Carmen Sandoval, Edith Oroz Carrasco, y Zenón Bacarreza.

### Tribunal Supremo de Justicia
El TSJ está compuesto de nueve miembros titulares y nueve suplentes, representando a los nueve departamentos de Bolivia. Los miembros electos son: Maritza Suntura (La Paz), Jorge Isaac Von Borries Méndez (Santa Cruz), Rómulo Calle Mamani (Oruro), Pastor Segundo Mamani Villca (Potosí), Antonio Guido Campero Segovia (Tarija), Gonzalo Miguel Hurtado Zamorano (Beni), Fidel Marcos Tordoya Rivas (Cochabamba), Rita Susana Nava Durán (Chuquisaca), y Norka Natalia Mercado Guzmán (Pando).
Los miembros suplentes son: William Alave (La Paz), María Arminda Ríos García (Santa Cruz), Ana Adela Quispe Cuba (Oruro), Elisa Sánchez Mamani (Potosí), Carmen Núñez Villegas (Tarija), Silvana Rojas Panoso (Beni); María Lourdes Bustamante (Cochabamba), Javier Medardo Serrano Llanos (Chuquisaca), y Delfín Humberto Betancour Chinchilla (Pando).

### Tribunal Agroambiental
Bernardo Huarachi, Deysi Villagómez, Gabriela Armijo Paz, Javier Peñafiel, Juan Ricardo Soto, Lucio Fuentes, and Yola Paucara. Los miembros suplentes elegidos son: Isabel Ortuño, Lidia Chipana, Mario Pacosillo, Katia López, Javier Aramayo, Miriam Pacheco, y Rommy Colque.

### Consejo de la Magistratura
Cristina Mamani, Freddy Sanabria, Wilma Mamani, Roger Triveño, y Ernesto Araníbar.